# Ostfriesische Lufttransport
Ostfriesische Lufttransport var ett tyskt flygbolag med säte i Emden och bas på Bremens flygplats. Bolaget grundades 1958 och var ett av Tysklands äldsta flygbolag.

## Flotta[2]
- 3 Britten-Norman Islander
- 1 Cessna 172
- 1 Cessna 208
- 4 Fairchild Metroliner
- 2 Fokker 100
- 1 Gippsland GA-8 Airvan
- 2 Saab 340
- 3 Saab 2000

## Destinationer

### Regionalflyg[3]
- Bristol flygplats, Bristol,  Storbritannien
- Bryssel-Zaventems flygplats, Zaventem,  Belgien
- Heringsdorf flygplats, Heringsdorf,  Tyskland
- Kastrups flygplats, Köpenhamn,  Danmark
- Nürnbergs flygplats, Nürnberg,  Tyskland
- Toulouse-Blagnac flygplats, Blagnac,  Frankrike
- Zürichs internationella flygplats, Kloten/Rümlang/Oberglatt,  Schweiz

### Lokalflyg[4]
- Borkums flygfält, Borkum
- Bremerhavens flygfält, Bremerhaven
- Helgoland-Dünes flygplats, Helgoland
- Emdens flygfält, Emden
- Heide/Büsums flygfält, Oesterdeichstrich

## Olyckor och incidenter
- 2 december 2001 - En Dornier 328-110 på väg från Braunschweig-Wolfsburgs flygplats till Bremens flygplats kraschade vid landningen i Bremen. De 3 ombordvarande besättningsmännen överlevde.[5]
- 6 maj 2009 - En Cessna 208B Grand Caravan på väg från Emdens flygfält till Langeoog flygplats kolliderade med en Cessna FR172K Hawk XP nära Dornum. Båda planen kunde landa säkert. Ombord på Ostfriesisches plan fanns 1 besättningsman och 1 passagerare som båda överlevde.[6]